# Vilhivșciîna (Cerkasivka), Poltava
Vilhivșciîna (în ucraineană Вільхівщина) este un sat în comuna Cerkasivka din raionul Poltava, regiunea Poltava, Ucraina.

## Demografie
Componența lingvistică a localității Vilhivșciîna
     Ucraineană (97,01%)
     Rusă (2,99%)
Conform recensământului din 2001, majoritatea populației localității Vilhivșciîna era vorbitoare de ucraineană (97,01%), existând în minoritate și vorbitori de rusă (2,99%).